# Torslev Kirke (Jammerbugt Kommune)
|  | Der er også en Torslev Kirke Frederikshavn Kommune |
Torslev Kirke er en kirke i Torslev Sogn, sydvest for Brovst i det tidligere Øster Han Herred (Hjørring Amt), nu Jammerbugt Kommune i HanHerred.
Kor og skib er opført i romansk tid af granitkvadre over profileret dobbeltsokkel. Den rundbuede norddør er bevaret i brug, syddøren er tilmuret, i korets nordmur har man genåbnet præstedøren i 1895. I skibet er to romanske vinduer i brug. En romansk gravsten med Livstræet og navnet Thormod er indmuret i skibets sydmur. På Nationalmuseet opbevares en tympanon med evangelistsymboler for Matthæus og Johannes (engel og fugl) samt en karmsten med søjle, der har mandshoved øverst. Foran østmuren ligger bygningsdele, som muligvis kan være dele af en romansk vestportal. I sengotisk tid blev skibet forlænget mod vest og tårnet opført, tårnets øvre del blev ommuret i 1841. De sengotiske bygninger står på en profileret granitsokkel, der ligesom en indmuret søjlebase kan tænkes at stamme fra et romansk tårn med søjleforhal. Våbenhuset er fra omkring 1870. Kirken bærer præg af tilknytning til den nærliggende herregård Kokkedal.
Den runde korbue med profileret kragbånd og sokkel er bevaret. Altertavlen er opsat i 1654 og bærer fædrene og mødrene våben for Karen Galde til Kokkedal. I tavlen er benyttet figurer fra en sengotisk altertavle, som ifølge en lokal tradition skulle stamme fra Karen Galdes besiddelser i Skåne. Alterskranken af smedejern er fra omkring 1700. I koret ses to figurgravsten over Erik Andersen Banner til Kokkedal (død 1483) og sønnen rigsmarsk Erik Eriksen Banner (død 1554) med hans to hustruer Mette Nielsdatter Rosenkrantz (død 1533) og Margrete Henriksdatter Gyldenstjerne (død 1554). På rigsmarsk Erik Banners gravsten ses våben for Banner og Gøye (Erik Banners anevåben), Rosenkrantz og Thott (Mette Nielsdatters anevåben) samt Gyldenstjerne og Bille (Margrete Henriksdatters anevåben).
Prædikestolen er fra 1654 og bærer apostelfigurer fra samme sengotiske altertavle, som altertavlens figurer stammer fra. Fire stolegavle bærer årstallet 1665 og våben for Børge Rosenkrantz og Karen Galde. I 1698 lod Ingeborg Skeel tårnrummet indrette som gravkapel, men det er nu sløjfet, men to sandstensepitafier og smedejernsdøren med våben er bevaret.
I hvælvet ses fragmenter af sengotiske kalkmalerier, som må være afdækket i nyere tid. Kalkmalerierne i Torslev er næsten identiske med kalkmalerierne i den nærliggende Lerup Kirke. Det må formodes, at kalkmalerierne i begge kirker er udført under eller umiddelbart efter rigsmarsk Erik Banner i første halvdel af 1500-tallet.
Den romanske døbefont af granit har to omløbende rundstave under mundingsranden og på den firkantede fod kors i arkader samt løver.

## Eksterne kilder og henvisninger
- Wikimedia Commons har flere filer relateret til Torslev Kirke (Jammerbugt Kommune)
- Efter Nordenskirker.dk Arkiveret 14. september 2011 hos  Wayback Machine (tilladelse fra Hideko Bondesen)
- Torslev Kirke hos KortTilKirken.dk